# Għallis torony
Għallis torony (máltaiul:  Torri tal-Għallis ), eredetileg  Torre delle Saline   kis őrtorony Málta északi partján, Naxxar határában. A torony 1658–59-ben épült Martín de Redín nagymester parancsára, aki Málta partjainak védelmében összesen tizenhárom hasonló kisméretű erődtornyot építtetett 1657 és 1660 között. Ezeket a szabványos méretű parti őrállomásokat építtetőjük után de Redin-tornyoknak is nevezik. A tornyot 1996-ban restaurálták, napjainkban jó állapotban van, előzetes bejelentkezés alapján látogatható.

## Leírása
A Għallis torony a de Redin-tornyok szabványos kialakítása szerint épült. Négyzetes alaprajzú, oldalhossza 9 méter, kétszintes, lapostetős, magassága 12 méter körüli. A torony falazata egy belső és egy külső falból áll, a köztük álló teret kavics tölti ki. A külső falhoz időjárásálló korallos mészkövet, a belső falhoz puhább köveket használtak. Az alsó szint csonka piramis alakú, ablaktalan tárolóhelyiség volt. A torony bejárata a part felőli oldalon a felső szinten nyílik, ahová létrán vagy kötélen lehetett bejutni. A torony tetején egyetlen kis torony áll és alacsony mellvéd fut körbe, amelyen ágyúállásokat alakítottak ki. A tetőre a bejárattól balra lévő falrészbe épített csigalépcső vezet. 

## Története

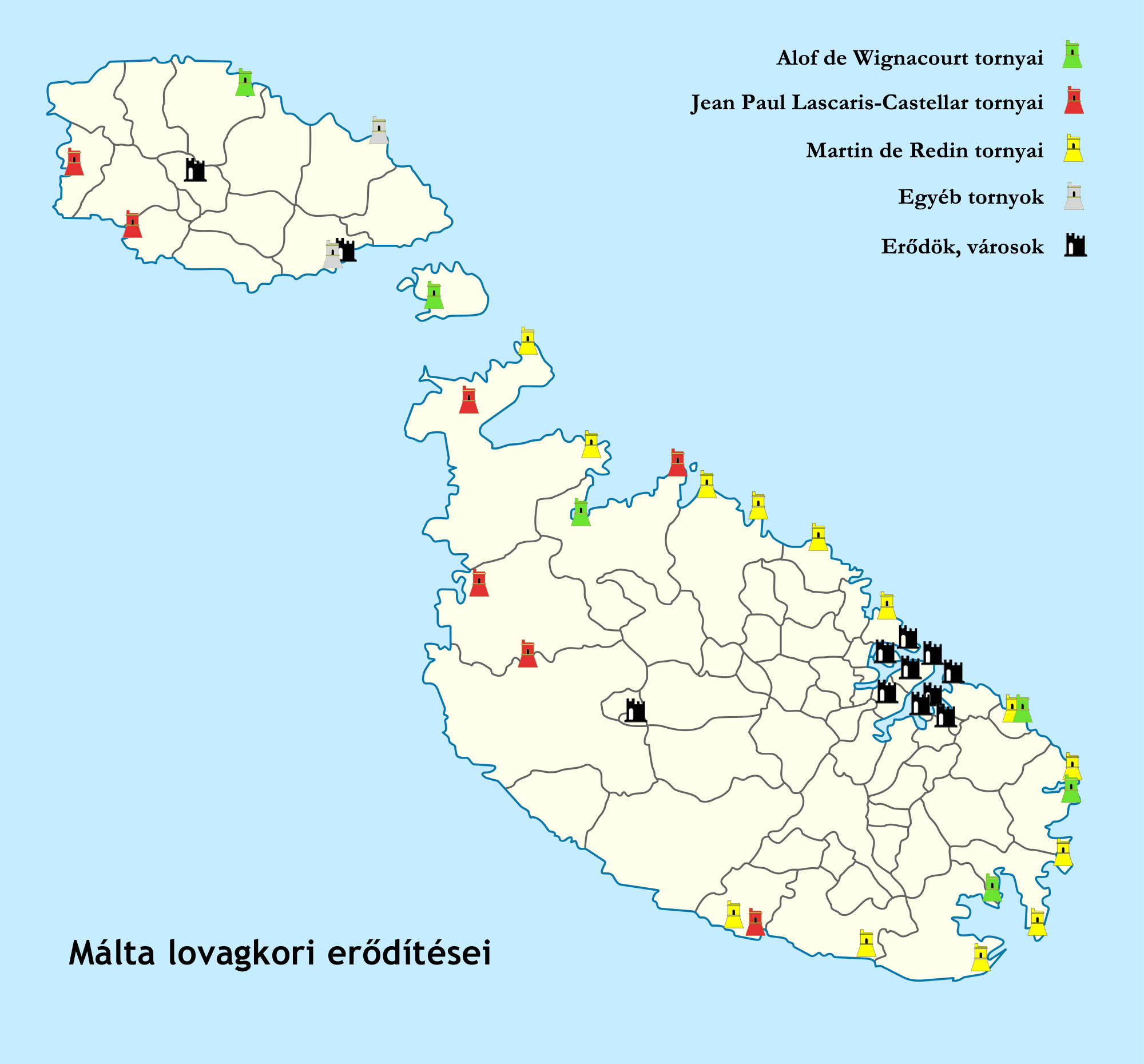
Málta 1530–1798 között épült partvédelmi rendszere

A Għajllis torony a Salina-öböl bejáratánál épült, Martín de Redín nagymester magisztrátusa idején 1658–59-ben,látótávolságra a Qawra toronytól. A nagymester – elődje, Lascaris példáját követve – kisméretű őrtornyokat építtetett a szigetek partjainak azon részein, ahol a terep lehetővé tette a kikötést. A tornyok elsődleges szerepe a part megfigyelése és az ellenséges hajók közeledtére való figyelmeztetés volt, megelőzve a váratlan támadásokat. Egymástól látótávolságára építették őket, hogy lövéssel, füst- és tűzjelekkel éjjel-nappal üzenhessenek egymásnak és szükség esetén riasszák a Vallettában vagy a nagyobb erődökben állomásozó alakulatokat. A torony építési költsége 426 scudit tett ki.
A Għajllis toronyban eredetileg egy háromfontos vaságyú állt, amelyet egy parancsnokból és három lövészből álló helyőrség kezelt. A torony állítólag már 1681-ben siralmas állapotban volt.
1813-ban, amikor a brit gyarmati uralom idején a lovagkori tornyokat ismét használatba vették, Dickens kapitány a tornyok megerősítését és a máltai lovagrend partmenti erődítményeinek bővítését javasolta. Valamivel később, 1828-ban Jones, a királyi mérnökök kapitánya már az összes torony lebontásának javaslatát terjesztette elő, mivel nem sokáig állnak ellen egy modern tüzérségi összecsapásnak, és bővítésük rendkívül költséges lett volna. Négy évvel később – 1832-ben – Morshead ezredes, királyi főmérnök elrendelte az összes torony lerombolását. Végül ez a javaslat sem valósult meg, a bontástól eltekintettek, a tornyokat pedig átadták a helyi hatóságoknak.
Az 1990-es évekre a Għallis torony kívül-belül nagyon rossz állapotban volt, falai kormosak voltak, külső részeit vakolat és cement borította, gyom nőtte körül. A Din l-Art Ħelwa máltai örökségvédő szervezet gondozásába került, és 1995–96 között a kőfalak nagy részét kicserélték, a tornyot restaurálták. Ma jó állapotban van, előzetes bejelentkezés alapján látogatható.
2015-ben a Għallis torony LED-es kivilágítást kapott, amelyhez az energiát tetőre szerelt napelemek biztosítják.

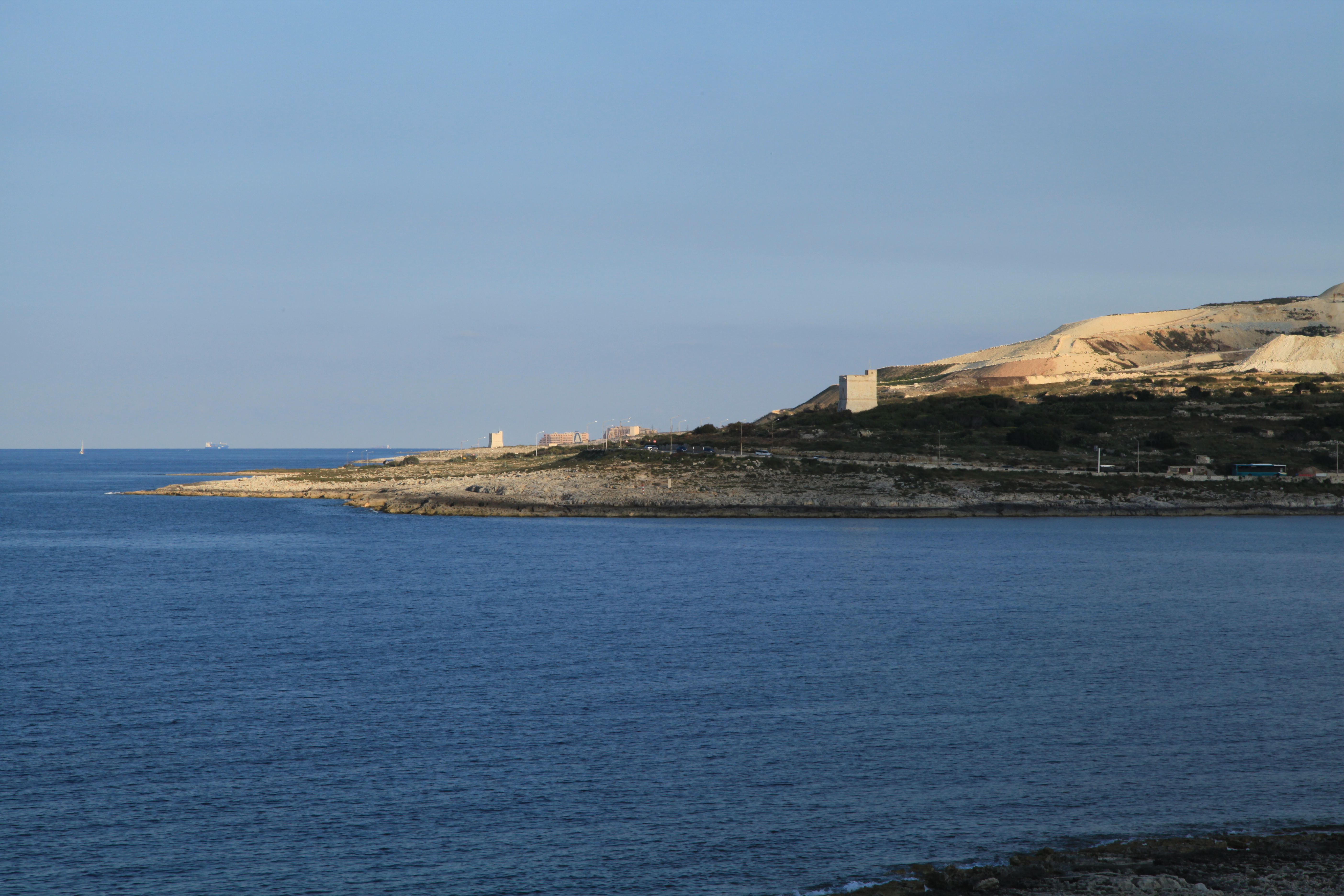
A torony látképe háttérben a Qawra toronnyal
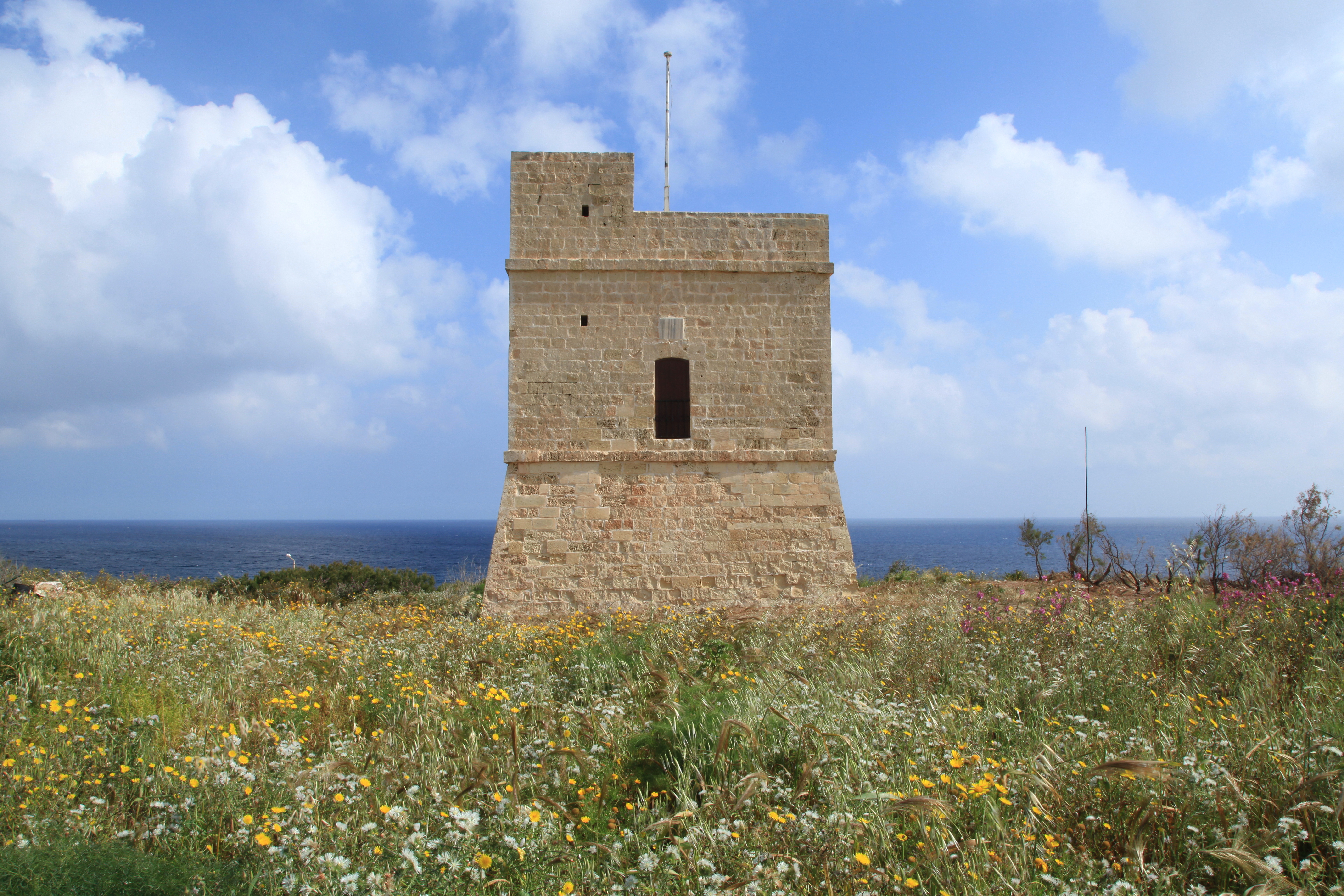
A Għajllis torony
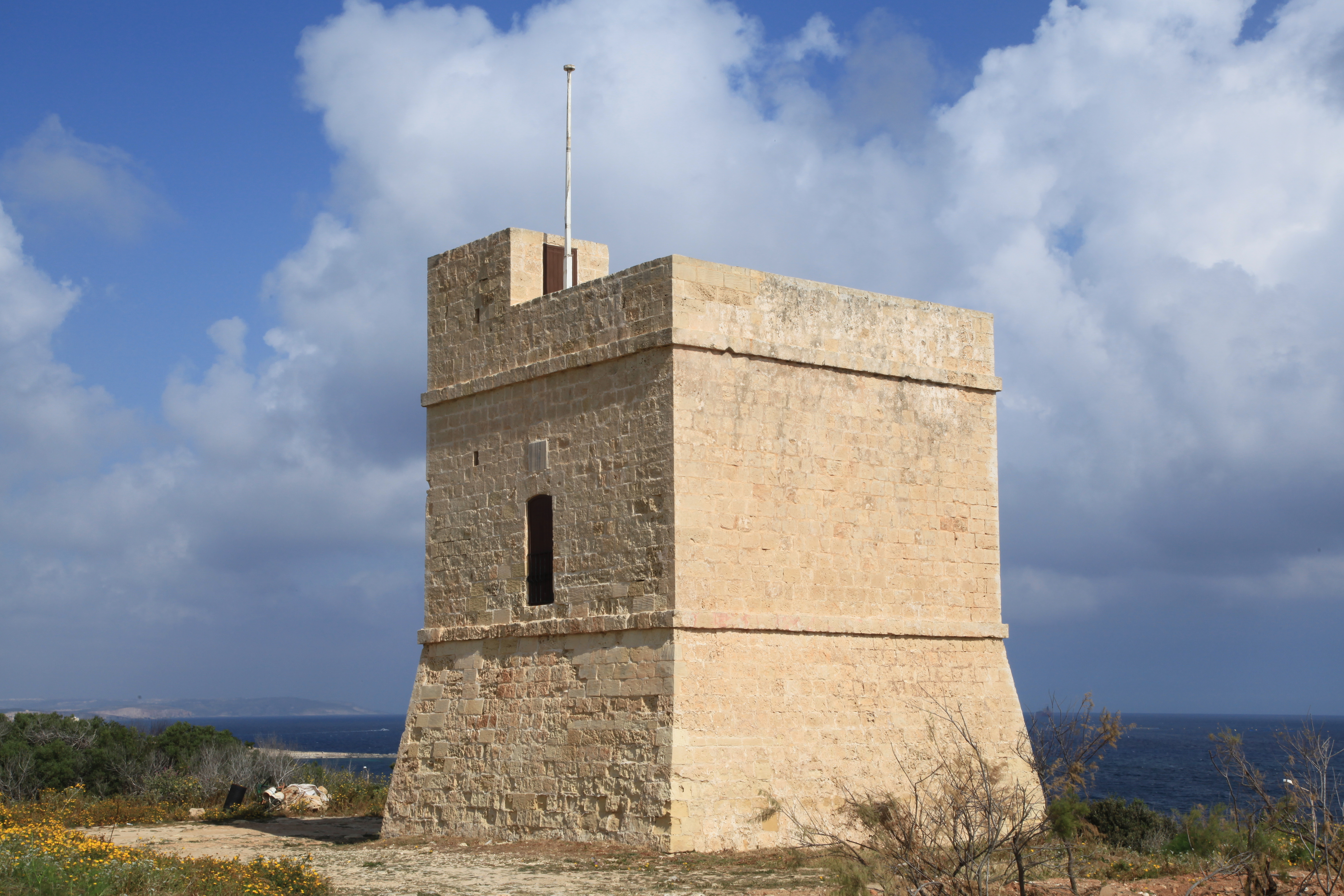

## Fordítás
Ez a szócikk részben vagy egészben  a    Għallis Tower című angol Wikipédia-szócikk ezen változatának fordításán alapul.  Az eredeti cikk szerkesztőit annak laptörténete sorolja fel. Ez a jelzés csupán a megfogalmazás eredetét és a szerzői jogokat jelzi, nem szolgál a cikkben szereplő információk forrásmegjelöléseként.

## Külső hivatkozások
- A máltai szigetek kulturális javainak nemzeti jegyzéke
- Stephen C. Spiteri: Naxxar and its fortifications (angol nyelven). Military Architecture. [2016. január 16-i dátummal az eredetiből archiválva].
- The Għallis and Qalet Marku Towers (angol nyelven). Dín l-Art Ħelwa